# Полет 644 на „Айролиниас Архентинес“
Полет 644 на „Айролиниас Архентинес“ e редовен вътрешен пътнически полет от международното летище „Министро Пистарини“, Буенос Айрес, до международното летище „Генерал Енрике Москони“, Комодоро Ривадавия, Аржентина, управляван „Айролиниас Архентинес“. На 19 юли 1961 г. самолетът „Дъглас DC-6“, който изпълнява полета, се разбива на 12 км западно от Пардо, провинция Буенос Айрес, Аржентина, половин час след излитане, поради силна турбуленция по време на изкачване, и убива всички 67 пътници и 7 членове на екипажа на борда на машината.
Според разследването самолетът се разпада по пътя след откъсване на едното му крило вследствие на прекомерни натоварвания в зона на турбулентност. Както пилотът, така и диспечерът на авиокомпанията допринасят за бедствието, като оценяват погрешно прогнозата за времето и избират неподходяща височина на полета. Това е най-смъртоносният авиационен инцидент както в Аржентина, така и за „Айролиниас Архентинес“.